# Ribeirão Itaquerê
Ribeirão Itaquerê är ett vattendrag i Brasilien.   Det ligger i delstaten São Paulo, i den sydöstra delen av landet, 700 km söder om huvudstaden Brasília.
Omgivningarna runt Ribeirão Itaquerê är en mosaik av jordbruksmark och naturlig växtlighet. Runt Ribeirão Itaquerê är det ganska glesbefolkat, med 42 invånare per kvadratkilometer.